# Pravoslava Stefanová
Pravoslava Stefanová (28. července 1901 Sofie – 1984 Praha) byla bulharská malířka a profesorka s francouzsko-českými kořeny.

## Život

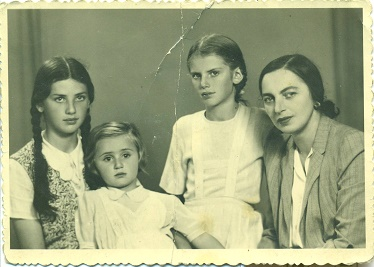
Pravoslava (vpravo) se svými neteřemi

Narodila se 28. července 1901 v Sofii bulharskému otci Eustatius Kiriakov Stefanov (*1868-† 10. 6. 1929) a české matce Růženě Topkové s francouzskými kořeny (*1872-?). Vyrůstala se svými sedmi sourozenci. Většinu času trávila u příbuzných v Čechách. Studovala na Akademii výtvarných umění v Praze a v Sofii, dále také na Českém vysokém učení technickém v Praze.
Později[kdy?] se stala profesorkou výtvarné výchovy a matematiky na středních školách. Vystavovala s Kruhem výtvarných umělkyň v Praze. S českým malířem Jakubem Obrovským měla tři děti, Bohdana Obrovského, Janu a Boženu Obrovskou.